# Mwense
Mwense è un centro abitato dello Zambia, parte della Provincia di Luapula e capoluogo del distretto omonimo. Amministrativamente è formato dai 9 comuni che ne costituiscono la circoscrizione elettorale (constituency).